# Glenn Hartranft
Samuel Glenn Hartranft, detto Tiny (Aberdeen, 3 dicembre 1901 – San Diego, 12 agosto 1970), è stato un pesista e discobolo statunitense.

## Palmarès

### Olimpiadi
- Argento a Parigi 1924 nel getto del peso.